# 한성주
한성주(1974년 9월 23일~)는 대한민국의 전 방송인이다.

## 생애
1994년 제38회 미스코리아 대회에서 미스코리아 진에 선발되었으며, 1994년 드라마 종합병원을 통해 연기자로 데뷔하였다가,1996년 SBS 공채 6기 아나운서로 뽑혔다. 1999년 결혼을 하면서 은퇴를 하였으나, 10개월만에 이혼 후 복귀하였다. 2000년 SBS 아나운서직을 사퇴하고 프리랜서를 선언함. 방송인으로 활동하였으나, 2011년에 터진 동영상 파문 사건 이후로 모든 방송활동을 중단. 연예계에서 은퇴하였다.

## 학력
- 배정초등학교
- 여의도중학교
- 여의도여자고등학교
- 고려대학교 정치외교학 학사
- 고려대학교 언론대학원 언론학 석사
- 고려대학교 행정대학원 국제관계학과 사회과학 석사과정 이수

## 경력
- 1994년 제38회 미스코리아 지역대회 서울 진
- 1994년 제38회 미스코리아 진
- 1995년 제44회 미스유니버스 참가
- 1996년 ~ 2000년 SBS 6기 공채 아나운서
- 2005년 서울 사회복지 공동 모금회 홍보대사
- 2009년 희망 2009 따뜻한 겨울 보내기 유공자 표창회 서울시장상
- 2009년 서울시장상
- 2009년 사랑의 열매 홍보대사

## 방송 활동
- 1995년 KBS 《TV는 사랑을 싣고》
- 1997년 ~ 2000년 SBS 《출발 모닝와이드》
- 1999년 KBS 《아침마당》
- 1999년 KBS 《생방송 좋은 아침입니다》
- 2000년 KBS 《유머 채널》
- 2000년 SBS 《생방송 출발 새아침》
- 2000년 SBS 《토요 특집 좋은 아침입니다》
- 2003년 SBS 《일요 특집 아침은 아름답다》
- 2005년 CTS 《조규찬 한성주의 포에버 CCM 20》
- 2005년 SBS 《금요 컬쳐 클럽》
- 2007년 EBS 《책 읽어주는 여자 밑줄 긋는 남자》
- 2008년 OCN 《연예 뉴스 O》
- 2009년 스토리온 《마이 페어 레이디》

초대 손님
- SBS 《강심장》 2009년 10월 6일 방영분

## 상훈
- 1994년 제38회 미스코리아 진
- 2009년 서울시장상 표창

## 논란

### 동영상 유포
2011년 12월 5일, "한성주 동영상"이라는 제목의 영상물이 SNS 등을 통해 급속히 전파됐다. 이 영상물은 한성주의 성관계 상황을 담은 것으로서 특정 블로그를 통해 공개되어 퍼진 것이었다. 이 영상물을 촬영한 사람은 대만계 미국인 크리스 수(영어 이름은 Christopher ChungYi Hsu이나 한국과 홍콩 등지에서 사용한 이름은 크리스 수)라는 인물이었고 크리스 수는 한성주가 결혼을 전제로 사귀었던 사람이었다. 한성주는 이 동영상 유포자를 명예훼손죄로 경찰에 고소했다. 이 동영상 유포 사건의 여파로 2011년 12월에 방영되는 MBC 방송 창사 특별 기획 '코이카의 꿈'에서 한성주의 촬영분이 편집을 통해 삭제되었다.
해당 블로그가 차단된 후에는 한성주를 음해하는 이메일이 한성주와 한성주의 지인들의 이메일로 유포되었다.
2012년 1월 18일, 한성주는 자신에 대한 크리스 수의 음해 및 허위 주장을 일방적으로 담은 언론사와 기자에 대해 민사소송을 제기했다. 2012년 6월 13일, 재판부는 이 손해배상청구소송에 대해 "기자는 500만 원을 지급하라"라고 원고 일부 승소 판결을 내렸는데, 재판부는 문제가 된 7개의 기사 중 이혼사유와 성형수술 등에 대한 기사 1건에 대해 사생활의 비밀과 자유를 침해했다고 봤다.
2012년 7월 24일, 한 익명의 제보자가 몇몇 언론사에 "한성주의 과거와 진실"이라는 제목의 이메일을 보냈는데, 이 이메일은 언론사 공식 이메일 주소가 아니라 기자 개인 이메일 주소로 발송된 것이 있었고, 이 개인 이메일 주소는 기자들이 2011년 12월에 한성주의 성관계 동영상 공개에 활용된 블로그에 접속하면서 그 승인용으로 이용한 개인 이메일 주소들과 동일한 것으로 확인되었다.
크리스 수는 한성주, 한성주의 오빠, 한성주가 고용한 조직폭력배 등으로부터 감금, 집단 폭행, 협박을 받았다고 주장하며 한성주 가족 등을 상대로 폭행 등의 혐의로 경찰에 고소하였다. 2012년 11월 8일, 크리스 수가 한성주를 상대로 낸 집단폭행에 따른 위자료 및 피해보상 민사소송에 대해 재판부는 "한성주와 크리스 수 간의 재판에서 원고의 청구를 기각하며 소송 비용은 원고가 부담한다. 감금, 폭행했다는 원고의 주장도 대부분 원고 본인이나 원고 측 증인의 주장을 근거로 했다. 폭행 증거도 찾을 수 없다"는 내용의 판결을 내렸다. 그 <판결문 전문>은 다음과 같다. 하지만 크리스 수는 이런 판결을 받았음에도 불구하고 이 판결 내용을 왜곡하는 내용을 대한민국 언론에 흘렸고 대한민국의 연예정보 프로그램과 일부 연예 언론은 크리스 수의 허위사실 유포 행위에 동참하였다.
판     결    문

원   고 :크리스토퍼 수(Christopher Hsu)

피   고 : 한성주, 한00, 윤00

변론종결 2012. 9. 10

판결선고 2012. 11. 8

주문

1. 원고의 청구를 기각한다

2. 소송비용은 원고 부담한다

청구취지

피고들은 연대하여 원고에게 500,000,000원 및 이에 대하여 이 사건 소장부본이 송달된 날부터 다 갚는 날까지 연 20%의 비율로 계산한 돈을 지급하라.

이유

1. 인정사실

가. 원고는 피고 한성주의 전 남자친구로 대만계 미국인이며 이 사건 당시 홍콩에서 펀드매니저로 자산운용사를 운영하고 있었다. 피고 한성주는 국내 유명 방송인이고, 피고 한00, 윤00은 피고 한성주의 오빠와 어머니이다.

나. 원고는 2010.8 무렵부터 피고 한성주와 홍콩과 서울 등지를 오가며 교제하다가 2010.11 무렵 같이 미국에 가서 자신의 부모에게 한성주를 소개하였고, 2010.12 무렵에는 한국에 와서 피고 한성주의 부모에게 인사를 하기도 하였다.

다. 원고는 2011.3. 29 19:00 무렵 홍콩에서 한국으로 와서 가지고 있던 열쇠를 이용하여 피고 한성주의 집에 들어가 기다리고 있다가 21:00 무렵 귀가하는 피고 한성주를 만나 말다툼을 하면서 벽에 걸려있던 액자와 방문 고리를 부수고 가위로 피고 한성주를 위협하는 등 폭력을 행사하였다. 이에 피고 한성주는 가족들에게 도움을 요청하였고, 같은 날 22:00 무렵 피고 윤00이 오고 이어서 피고 한00과 그의 친구들이 왔다. 원고는 함께 있다가, 다음날인 같은 달 30. 03:00 무렵 '몰래 가져간 열쇠로 집에 들어왔고, 물건을 부수고 가위로 위협하였으며, 이러한 잘못을 모두 인정한다'는 내용의 확인서를 작성하였고, 같은 날 08:30 인천국제공항에서 홍콩행 비행기를 타고 돌아갔다.(이하 이러한 일련의 과정을 '이 사건 사고'라 한다)

라. 그 후 원고는 2011. 4. 18. 피고 한OO에게 '이 사건 사고 당시 자신의 잘못을 반성하고 용서해 주기를 빌며 편한 시간에 만나달라'는 내용의 이메일을 보냈고, 같은 달 22. 서울 강남구 삼성동에 있는 한 식당에서 피고 한00을 만나 '미안하다, 남자로서 하지 말아야할 행동을 했다'는 취지로 사과하였으며, 이에 피고 한00은 '원고가 피고 한성주의 마음을 돌릴 수 있다면 둘의 교제를 허락한다'는 취지의 답변을 하였다.

마. 원고는 피고 한성주와 화해하고 2011. 4. 29 무렵에는 몰디브, 바로셀로나 등지를 5. 무렵에는 싱가포르를, 같은 해 6. 3 무렵에는 도쿄 등을 함께 여행하였다.

바. 그러다 원고는 2011. 7 무렵 피고 한성주와 대구 여행 도중 크게 다툰 후 혼자 서울로 돌아와 홍콩으로 돌아갔고, 그 후 한성주가 만나주지 않자, 2011. 9. 23 피고 한성주에게 "생일을 축하하고, 자신이 잘못했으니 사과를 받아달라'는 내용의 편지를 보냈으며, 2011. 10.12과 같은 달 13. 및 15.에는 피고 한성주의 승용차 유리창에 '연락하라. 보고싶다' 등의 메시지를 적은 자신의 명함을 남기기도 하였으나, 피고 한성주가 원고와의 연락을 거부함으로써 둘은 결국 헤어지게 되었다.

사. 한편 이 사건 사고가 일어나기 전인 2011. 3. 13 무렵 원고는 피고 한성주가 자신의 전화를 받아주지 않는다는 이유로 트위터를 통해 피고 한성주에게 "내가 지금 20명에게 트위터를 통해 섹스 비디http:/;오를 보냈다', '네가 전화를 받을 때까지 KBS와 접촉하겠다', '섹스 비디오를 계속하여 제공하겠다'는 내용의 메시지를 계속하여 보냈고, 이 사고 이후인 2011. 12. 5 무렵부터 같은 달 7 무렵가지 3회에 걸쳐 자신과 피고 한성주의 성관계를 찍은 동영상이 인터넷 사이트 (http://hansjtrouth.blogspot.com) 에 게시되게 하였다.

2. 청구 원인에 관한 판단

가. 원고 주장의 요지

1)피고 한성주는 마치 원고와 결혼할 것처럼 원고를 기망하여 이에 속은 원고로부터 생필품 구매 용도로 신용카드를 건네받아 2010. 5 무렵부터 2011. 7 무렵까지 무단으로 사용하였고, 결혼을 전제로 명품 시계와 가방을 받는 등으로 원고에게 모두 3억 4천만 원 상당의 손해를 입게 하였으므로 이를 배상할 책임이 있다.

2)피고들은 이 사건 사고 당시 원고를 8시간 동안 감금하면서 집단으로 폭행하여 상해를 가하였고, '한성주와 연인관계였다는 사실을 발설하면 원고를 죽여버리겠다'고 협박하여 원고에게 정신적 고통을 가하였으므로 위자료로 2억 원을 배상할 책임이 있다.

(다만 원고는 위 손해 중 일부로서 5억 원의 지급을 구한다)

나. 판단

1)카드 무단사용 및 명품 가방, 시계 등의 편취로 인한 손해배상 청구 부분

먼저 카드 무단사용으로 인한 손해배상 청구에 관하여 살피건대, 갑 제1, 2호증(가지번호 있는 것은 각 가지번호 포함)의 각 기재만으로는 피고 한성주가 원고의 카드를 무단사용하였다는 점을 인정하기 부족하고, 그밖에 이를 인정할 만한 증거가 없으므로, 원고의 이 부분 청구는 이유 없다.

다음으로 명품 가방, 시계 등의 편취로 인한 손해배상 청구에 관하여 살피건대, 앞서 본 인정사실 및 각 증거에 의하면 원고는 성공한 펀드매니저로서 비교적 풍족한 생활을 영위하면서 연인인 피고 한성주의 마음을 사로잡기 위해 고가의 선물을 하였던 것으로 보이고, 이와 달리 피고 한성주가 명품 가방, 시계를 편취하기 위해 원고에게 의도적으로 접근하여 결혼할 것처럼 원고를 기망한 사실을 인정할 아무런 증거가 없으므로, 원고의 이 부분 청구도 이유 없다.

2) 감금, 집단 폭행 및 협박으로 인한 위자료 청구

원고의 주장에 부합하는 듯한 각 진술서(갑 제9, 14 내지 17, 22호증)의 각 기자 및 증인 라이너스 리의 증언은 원고 자신이 작성한 것이거나 원고와 친분이 있는 자들이 원고의 일방적 진술을 듣고 작성한 것으로 위에서 인정한 사실에서 알 수 있는 이 사건 사고의 경우, 그 후의 정황, 원고의 성격, 그간 원고와 피고 한성주의 연애과정 등에 비춰볼 때에 믿기 어렵고, 진단서(갑 제 7호증), 소견서(갑 제8호증), 각 사진(갑 제 5호증)의 각 기재 및 영상만으로는 피고들의 원고에 대한 폭행 및 협박사실, 원고의 상해와 이 사건 사고와의 인과관계 등을 인정하기에 부족하다.

3. 결론

그렇다면 원고의 청구는 이유 없으므로 기각하기로 하여 주문과 같이 판결한다.

## 기타
- 한성주는 "한국마사회에서 3년간 장학금을 받았고, 전국 체전에서 1등한 성적으로 고려대에 승마 특기자로 입학하였다. 이 전형은 외교관 자녀 특별 전형 등 5명이 정원 외로 입학한 것으로 정당한 전형 과정을 거쳤다. 아나운서도 열심히 한 노력의 결과인데 미스코리아의 힘으로 된 줄 알아서 서운하다. 초등학교 시절부터 교내 방송반, 소년한국일보 명예기자, 걸스카우트 기자 등을 지내며 언론인을 꿈꿨고 개인 교습을 받을 정도로 열심히 한 덕분에 아나운서에 합격했다. SBS '출발 모닝와이드'를 맡은 후에는 매일 신문 스크랩을 하고 경제부장에게 물어가며 경제를 공부했다. 그 후 이혼 과정도 힘들었지만 회사를 그만둔 것이 큰 아픔이다. 이혼 문제로 스포츠 신문이 SBS로 도배되는 게 너무 죄송스러워, 사직을 만류하던 아나운서실 선배들이 있었지만 미안한 마음으로 사표를 낸 것이었다"라고 말했다.[20][21]
  - 그러나 전국체전 관계자는 "승마 부문에 해당 선수 기록이 전혀 없다. 한성주란 이름을 가진 선수는 54회 수영선수와 87회 육상선수 밖에 없다"라고 말했다.[22] 마사회 관계자는 "마사회에서 농어촌 지역 학생들에게 장학금을 주는 재단이 희망재단이란 이름으로 2005년 설립됐다. 그 이전까진 사회공헌 활동에 이익금이 쓰였다. 재단 자체가 없었기 때문에 3년 연속으로 장학금을 받을 가능성은 없다"라고 말했다.

- 1999년에 채승석과 결혼했고, 10개월 후 이혼했다.

## 가족 관계
- 부친 : 한효섭 (전 국회의원, 부성고등학교 설립자, 부성고는 2015년 한얼고로 교명 변경)
- 고모 : 한효정 (부성 고등학교 이사장)